# Thien Duong
Thien Duong er en grotte i Vietnam, i nationalparken Phong Nha-Ke Bang, provins Quang Binh. Thien Duong ligger 450 km syd for Hanoi, 1260 km nord for Ho Chi Minh-byen, 60 km nord for Dong Hoi. 
Grotten blev opdaget af en lokal mand i 2005, og blev efterfølgende udforsket af en britisk gruppe, der kortlagde de første fem km af grotten, som havde højder på op til 100 meter og en bredde på op til 150 meter. Senere fortsatte grotteforskere udforskning og kortlægning af grotten som viste sig at have en udstrækning på 31 km, hvilket gør grotten til den længste i nationalparken og en af verdens længste grotter.
Den lokale virksomhed Truong Thinh Group har herefter bygget veje og supplerende turistfaciliteter, hvorefter grotten (dog kun de første 1 km) blev åbnet for turister fra 3. september 2010.